# 多米尼加圣母圣殿
多米尼加圣母圣殿（Basilica Minore di Santa Maria in Domnica alla Navicella （意大利文））是意大利罗马的一个罗马天主教宗座圣殿，供奉圣母玛利亚，根据其悠久的传统，活跃于当地慈善事业。现任枢机执事是威廉·莱瓦达。

## 名称
对于“多米尼加”的称谓有不同的解释。一种解释是源于"dominicum"（“主”），延伸为“教会”；第二种解释是指居住在附近的女性基督徒Cyriaca（Dominica），其名字表示“属于主”；第三种解释是该名称源自拉丁文短语in dominica (praedia)，意为“帝国财产”。“alla Navicella”这个称谓，意为“靠近小船”, 指的是自古代以来就在此处的罗马船雕塑, 可能是古代神庙的奉献祭，教宗良十世将其改为喷泉。

## 历史
该堂建于古代，靠近罗马帝国消防军第五队的军营。在西里欧山上。在499年教宗西玛克的会议记录中提到了该堂。678年，它是由教宗佳德分配执事的七个教会之一。
该堂在818-22年由教宗巴斯加一世重建，包括马赛克装饰。巴斯加一世时期被认为是罗马9世纪初革新和艺术辉煌的时代。
美第奇家族在16世纪对内部进行了大规模的改造，因为，在这个世纪的大部分时间里，他们中的一些人担任枢机。
1513年，若望·迪·老楞佐·德·美第奇枢机，在他成为教宗良十世之前不久，与安德烈·桑索维诺一起增加立面门廊的托斯卡纳柱子和喷泉。接任的是他的兄弟，朱利奧·迪·朱利亞諾·德·美第奇, 未来的克萊孟七世，从1513-17年。红衣主教乔凡尼·德·美第奇在1560年17岁时成为枢机执事，但于1562年去世。随后他的兄弟斐迪南一世·德·美第奇, 也成为托斯卡纳大公。他添加了格子天花板。

## 外观
该堂的立面是文艺复兴风格，有一个门廊，由石灰华壁柱划分五个拱门，有两个正方形和一个圆形窗户。半月楣上，中心是依諾增爵八世的徽章，两侧是乔凡尼枢机和斐迪南一世·德·美第奇的。不显眼的钟楼有一口1288年的钟。立面的设计（1512-3）出自安德烈·桑索维诺。

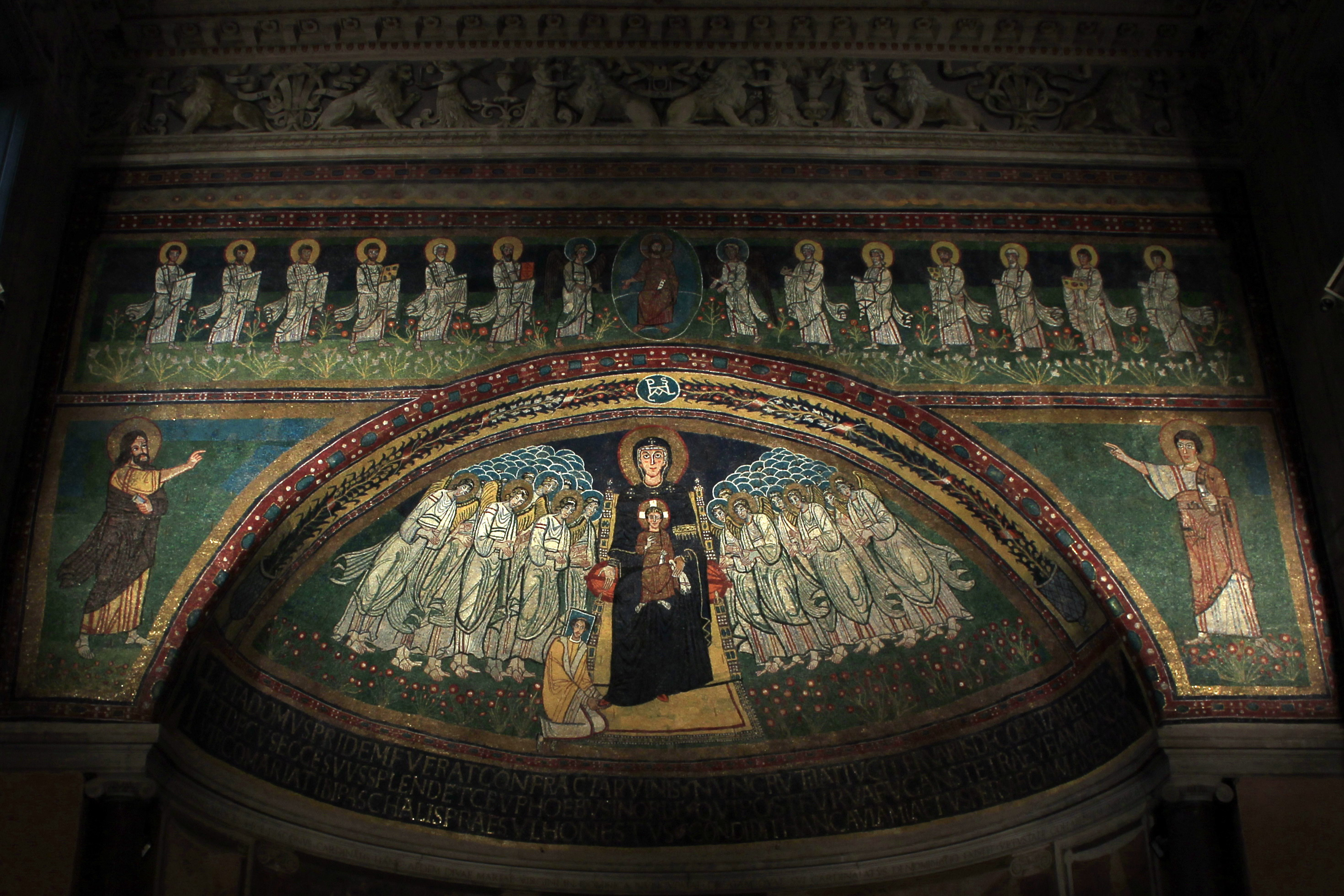

## 内部
该堂的内部保留了其9世纪的平面，包括一个中殿和两个相等长度的走道，由18根取自古代神庙的花岗岩柱隔开，顶部是科林斯柱。窗户上方佩林·德尔瓦加的壁画，根据朱利奥·罗马诺的设计。。
中殿有拉扎罗巴尔迪的壁画。格子天花板的中心有美第奇纹章，象征诺亚方舟和所罗门圣殿。
凯旋门两侧有两根斑岩柱。半圆形后殿9世纪的马赛克描绘了基督、两个天使和十二使徒，下面是摩西和以利亚。在半圆顶中，教宗巴斯加一世（有光环）亲吻圣母玛利亚的脚，身穿拜占庭贵妇服饰，与基督婴孩一同坐在宝座上，并被众多天使包围。